# Psychopathia Sexualis
Psychopathia Sexualis és una obra escrita pel psiquiatra Richard von Krafft-Ebing. És considerat un dels primers textos sobre patologies sexuals.
Publicat per primera vegada el 1886 en alemany amb el subtítol «Amb atenció especial a l'instint sexual antipàtic: un estudi medicoforense», el llibre detalla una àmplia gamma de parafílies mitjançant estudis de casos, amb un èmfasi especial en l'homosexualitat masculina (l'«instint antipàtic» del subtítol), i les va classificar en termes nous. Krafft-Ebing també va encunyar en el llibre els termes sadisme i masoquisme. Com a precaució, va escriure parts del text en llatí que es podien percebre com particularment ofensives en el seu dia. Després de diverses revisions i millores addicionals per part de l'autor, l'obra va arribar a la seva 12a edició un any després de la seva mort el 1902.
El Psychopathia Sexualis destaca per ser un dels primers treballs sobre l'homosexualitat. Krafft-Ebing va combinar la teoria de Karl Heinrich Ulrichs amb la teoria de la malaltia de Bénédict Morel, i va concloure que la majoria dels homosexuals tenien una malaltia mental causada per una herència degenerada. El llibre va ser polèmic en el seu moment, despertant la ira de la jerarquia eclesiàstica en particular.
El llibre va tenir una influència considerable en la psiquiatria forense europea de la primera part del segle xx, i durant anys fou considerat el vademècum de la psicopatologia.
El 2006, se'n va fer una pel·lícula independent basada en el llibre rodada a Atlanta.